# Si Monvmentvm Reqvires, Circvmspice
Si monvmentvm reqvires, circvmspice es el tercer álbum de la banda francesa de black metal Deathspell Omega, editado en 2004.

## Detalles
El título, traducido del latín, significa "Si buscas su monumento, mira a tu alrededor", tomado del epitafio de la tumba de Christopher Wren, en la Catedral de San Pablo de Londres. 
Este álbum marca un cambio decisivo en el estilo de la banda, ya que en este álbum comienzan a explorar el black metal experimental y disonante por el cual son conocidos, a la vez que encaran letras de corte metafísico. 
Este sería el primer CD de la trilogía conceptual sobre Dios, Satán y el rol del hombre entre ambos.
A diferencia de sus dos primeros álbumes, este disco tiene una duración de poco más de una hora. 
La experimentación de la banda incluye cantos gregorianos y coros, así como riffs y acordes atonales.
"Drink the Devil's Blood" es una canción proveniente del primer álbum, Infernal Battles, la cual fue regrabada con letras reescritas para este trabajo. 
"Malign Paradigm" es un tributo la banda Malign y a su canción "Ashes and Bloodstench".

## Canciones
| N.º | Título                                         | Duración |  |
| 1.  | «First Prayer»                                 | 05:43    |  |
| 2.  | «Sola Fide I»                                  | 05:13    |  |
| 3.  | «Sola Fide II»                                 | 07:53    |  |
| 4.  | «Second Prayer»                                | 04:41    |  |
| 5.  | «Blessed Are the Dead Whiche Dye in the Lorde» | 05:47    |  |
| 6.  | «Hétoïmasia»                                   | 07:08    |  |
| 7.  | «Third Prayer»                                 | 03:57    |  |
| 8.  | «Si Monvmentvm Reqvires, Circvmspice»          | 06:31    |  |
| 9.  | «Odivm Nostrvm»                                | 04:45    |  |
| 10. | «Jvbilate Deo (O Be Joyfvl in the Lord)»       | 06:07    |  |
| 11. | «Carnal Malefactor»                            | 11:44    |  |
| 12. | «Drink the Devil's Blood»                      | 04:31    |  |
| 13. | «Malign Paradigm»                              | 03:39    |  |

## Personal
- Mikko Aspa - voz
- Hasjarl - guitarra
- Khaos - bajo